# الحرب الأهلية الأيرلندية
الحرب الأهلية الأيرلندية (بالإنجليزية: Irish Civil War) (بالأيرلندية:Cogadh Cathartha na hÉireann)،هي حرباً صاحبت تأسيس[ ؟ ] الدولة الحرة الأيرلندية ككيان مستقل عن المملكة المتحدة ضمن الإمبراطورية البريطانية. وقد دارت رحاها بين المؤيدين والمعارضين للمعاهدة الإنكليزية الأيرلندية (ديسمبر 1921) التي أبرمت بين إنجلترا وأيرلندا. وامتدت الحرب من يونيو 1922م حتى مايو 1923م. وكسبت قوات الحكومة المؤيدة للمعاهدة الحرب، مع مساندة غالبية الشعب الأيرلندي. ووطد نصرها بقاء الديمقراطية البرلمانية، وأزال خطر الحكم العسكري المستبد الذي كانت تفضله بعض القوات المعارضة للاتفاقية. وقد تركت الحرب الأهلية ذكريات مريرة في النفوس أثرت في السياسة الحزبية الأيرلندية منذ ذلك الوقت.

## أسباب الحرب
تم ترتيب هدنة في يوليو 1921 أنهت حربًا مريرة دامت أكثر من عامين بين قوات الحكومة البريطانية والجيش الجمهوري الأيرلندي، فقد كانت الحكومة البريطانية تحكم أيرلندا، بينما كان الجيش الجمهوري الأيرلندي يمثل قوة طوعية لحرب عصابات مكرسة لإنشاء جمهورية أيرلندية. وبعد إعلان الهدنة، حاول البريطانيون والأيرلنديون الاتفاق على شكل من أشكال الحكم الذاتي لأيرلندا يكون مقبولاً لكلا الجانبين.
كان هناك ثلاثة من الزعماء الكبار في هذا الوقت هم: إيمون دي فاليرا الذي كان رئيسًا لشن فين ـ الممثلين البرلمانيين للحركة الجمهورية ـ وكانت شن فين قد حازت أغلبية كبيرة في الانتخابات العامة لعام 1918. وكان أرثر جريفيث نائب رئيس شن فين، بينما كان مايكل كولنز أهم قواد الجيش الجمهوري الأيرلندي.
وقبل الزعماء الثلاثة بضرورة التسوية مع البريطانيين، لكنهم اختلفوا حول الحد المقبول لهذه التسوية. ووقع وفد برئاسة جريفيث وكولنز على المعاهدة في السادس من ديسمبر 1921، في لندن. وآثر دي فاليرا البقاء في أيرلندا ولم يوقع على المعاهدة.

## بنود المعاهدة

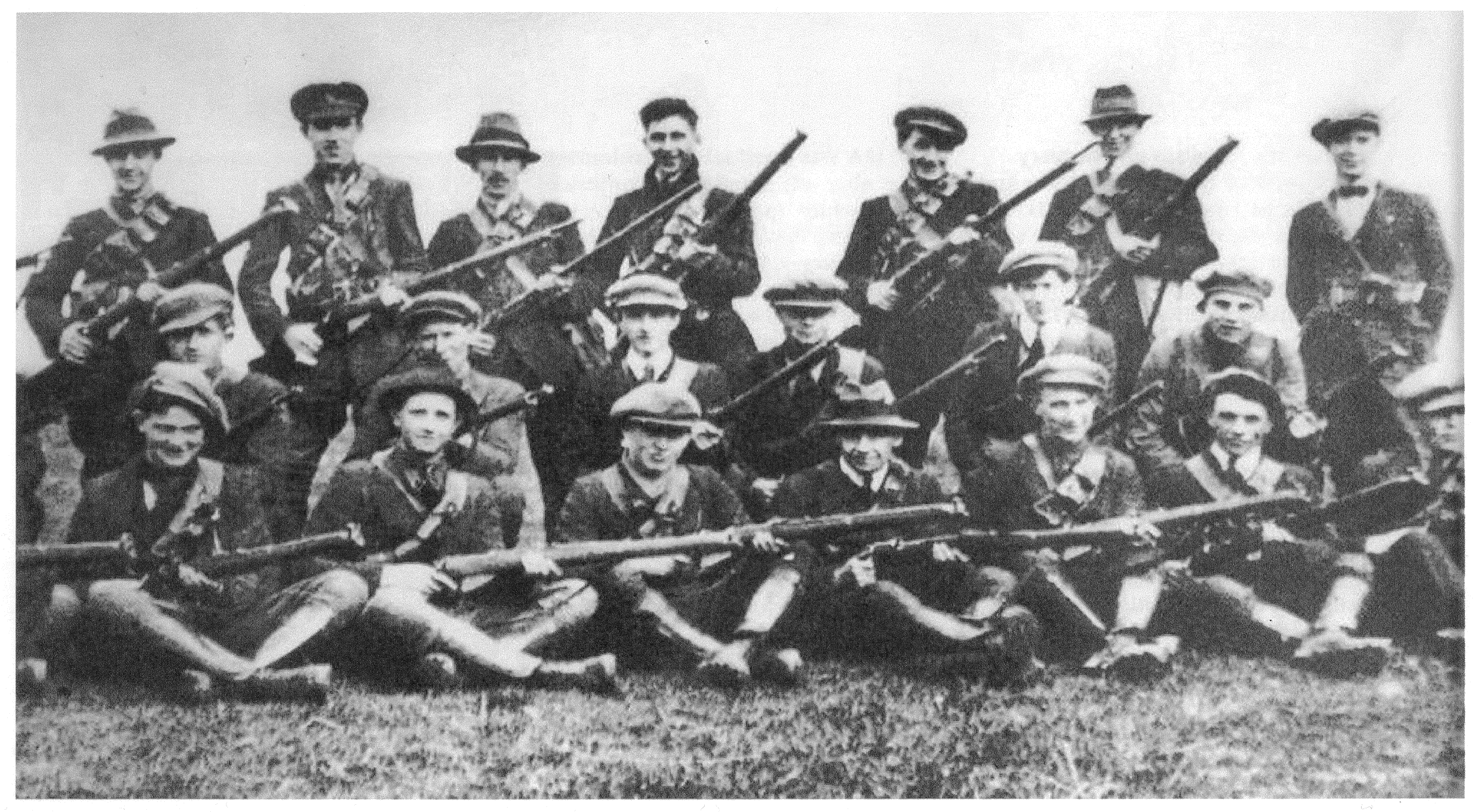
الكتيبة تيبرري الثالثة تحت قيادة شون هوغن خلال حرب الاستقلال. كانت معظم وحدات الجيش الجمهوري الايرلندي في مونستر ضد المعاهدة.

نصت البنود الرئيسية للمعاهدة على انسحاب القوات البريطانية من أيرلندا الجنوبية، وكونت المناطق الجنوبية الست والعشرون الدولة الأيرلندية الحرة، وحصلت على وضع إقليم مستقل (دولة ذات حكم ذاتي) تابع لبريطانيا. أما أقاليم أيرلندا الشمالية الستة (فيرماناغ، أنتريم، تايرون، لندنديري، أرماغ وداون - التي اغلبية سكانها من الدين البروتستانتي)، فقد أعطيت الحق في الانسحاب من الدولة الأيرلندية الحرة والبقاء جزءاً من المملكة المتحدة، وهو مافعلته في الحال.
وأنشئت لجنة لإقرار الحدود بين أيرلندا الشمالية وأيرلندا الجنوبية. وكان معظم ممثلي شن فين يعتقدون أن اللجنة ستُلحق جزءًا كبيرًا من المنطقة بالجنوب إلى الحد الذي يجعل أيرلندا الشمالية عاجزة عن البقاء، مما يحتّم عليها الانضمام إلى الدولة الأيرلندية الحرة. وطبقًا للمعاهدة احتفظت بريطانيا بقواعد بحرية لها في أيرلندا الجنوبية إلى جانب حقها في المطالبة بتسهيلات إضافية في وقت الحرب. ولم يكن تقسيم أيرلندا (فصل الشمال عن الجنوب) ولا قواعد بريطانيا البحرية السبب في الحرب الأهلية، بل كان السبب هو قسم الولاء الذي كان يتحتم على كل أعضاء برلمان الدولة الحرة الجديدة أداؤه لملك إنجلترا الذي كان رئيسًا لدول الكومنولث. وكان القسم ووجود حاكم عام ممثلاً للملك في أيرلندا دليلاً على أن الدولة الحرة لم تكن هي الجمهورية التي حارب الجيش الجمهوري الأيرلندي من أجلها.
وعارضت الأغلبية النشطة في الجيش الأيرلندي المعاهدة، لكن برلمان الشن فين وافق على المعاهدة بأغلبية 64 صوتًا مقابل 57 صوتًا في 7 يناير 1922. وشكلت حكومة مؤقتة بعد ذلك برئاسة مايكل كولنز الذي كان يتمتع بمساندة جريفيث، بيد أن دي فاليرا تولى القيادة السياسية للأقلية المعارضة للمعاهدة.
وكان كولنز يعتقد أن الجيش الجمهوري الأيرلندي يفتقر إلى الإمكانات المطلوبة لاستمرار القتال، وأن المعاهدة من الممكن أن تستخدم كخطوة نحو الحرية الكاملة. لكنه لم يكن متحمسًا لحمل السلاح ضد رفاقه القدامى. وكان دي فاليرا يأمل أيضًا في الحل السياسي أكثر من رغبته في الحل العسكري. لكن المناوئين للمعاهدة في الجيش الجمهوري الأيرلندي تحت قيادة روري أوكنور، الذي كان يحتقر الحكم المدني، سارعوا بإزاحته. واستولت هذه المجموعة على مبنى المحاكم الأربع في دبلن في أبريل.

## نشوب الحرب

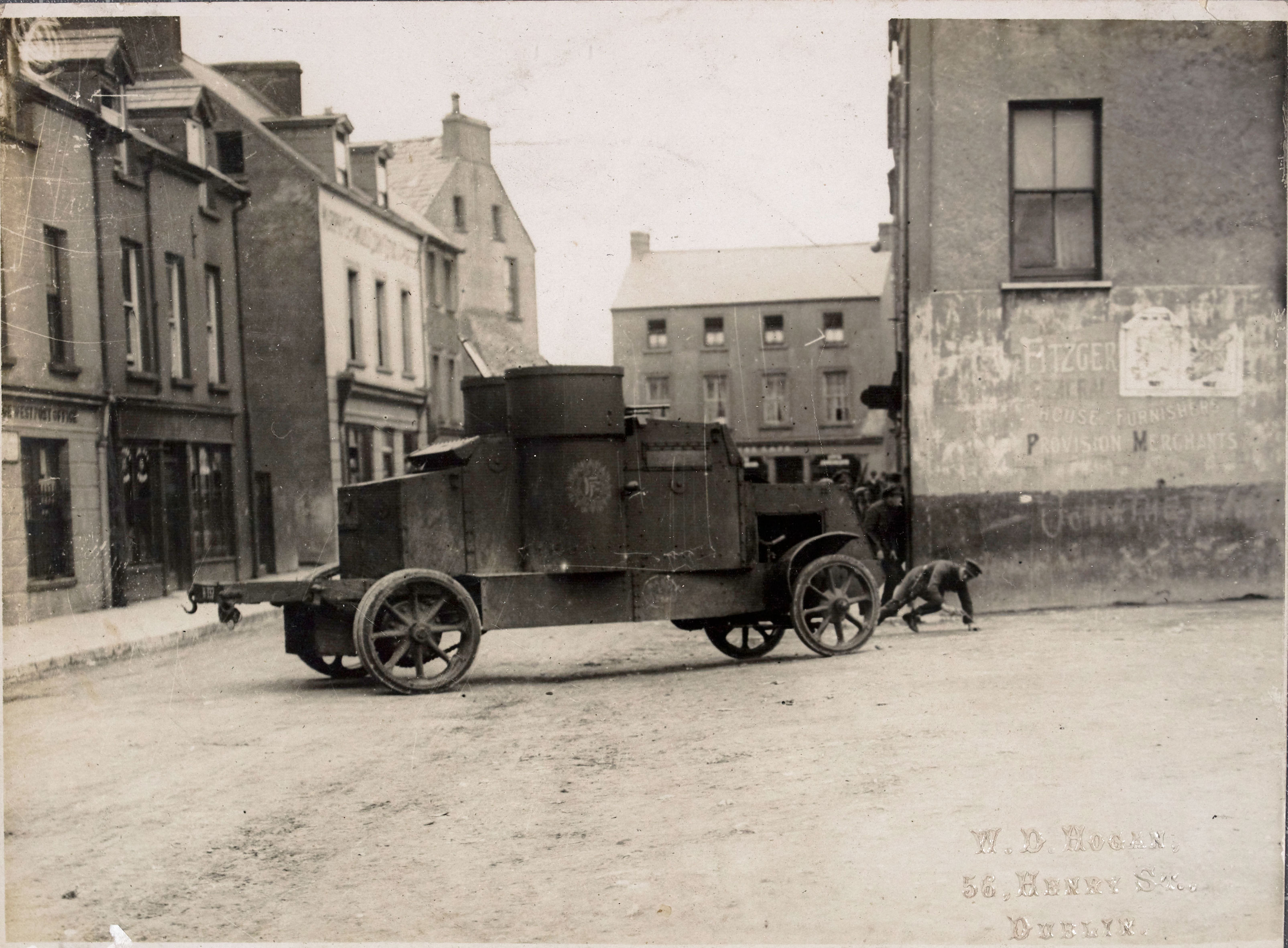
سيارة الجيش الوطني بيرلس المدرعة في باساج ويست، أغسطس 1922

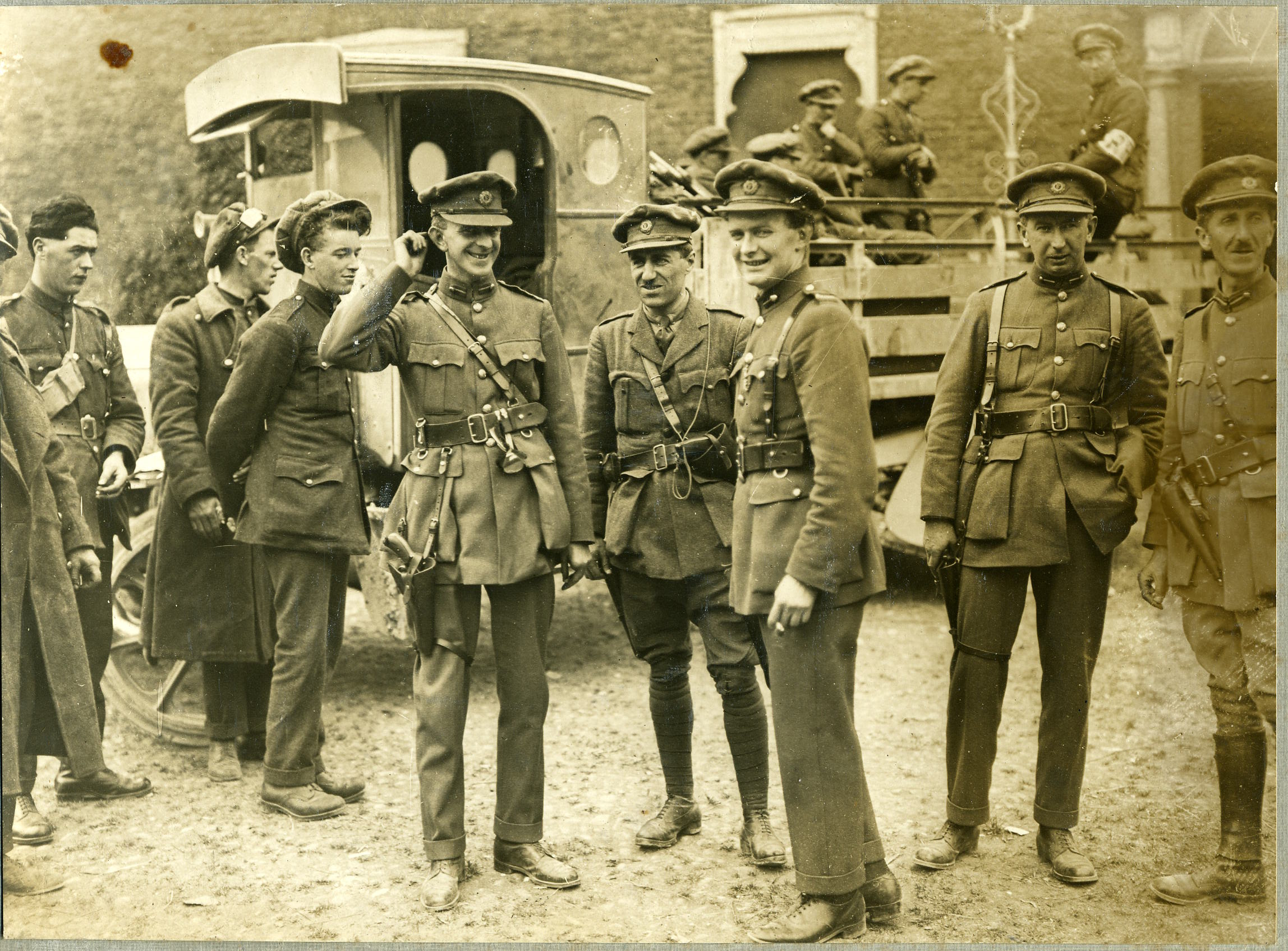
جنود الجيش الوطني خلال الحرب الأهلية.

فاز المرشحون المناوئون للمعاهدة في الانتخابات العامة التي أجريت في يونيو 1922 بنسبة 30% من المقاعد فقط، وبدأت الحرب الأهلية بعد هذه الانتخابات بوقت وجيز، وما تزال الأسباب المحددة لبدء الحرب غير مؤكدة. وأصبح كولنز مواجهًا بالضغط البريطاني لإخلاء المحاكم الأربع بعد اغتيال الجيش الجمهوري الأيرلندي المشير السير هنري ولسون في لندن في 22 يونيو. وكان ولسون ذا صلة وثيقة باتحاديي ألستر (الراغبين بالاحتفاظ بصلات قوية مع حكومة المملكة المتحدة) الذين كانوا وقتذاك على خلاف مرير مع القوميين في أيرلندا الشمالية (أولئك الذين كانوا يرغبون في الاتحاد مرة أخرى مع أيرلندا الجنوبية). ومن المفارقات، احتمال أن يكون كولنز نفسه هو الذي أصدر أمر الاغتيال. وبعد اختطاف أحد ضباطه الكبار في السابع والعشرين من يونيو، أمر كولنز على الفور بالهجوم على المحاكم الأربع.
واستولى كولنز على المحاكم الأربع عندما استسلم روري أوكنور بعد ثلاثة أيام من القتال. وتم طرد القوات المناوئة للمعاهدة، التي تعرف بـ القوات غير النظامية خارج دبلن في أسبوع آخر. وخلال الشهر التالي استولت القوات الحكومية أيضًا على لمريك، ووترفورد وكورك، المدن الريفية الرئيسية. وبحلول منتصف أغسطس كانت القوات غير النظامية قد تقهقرت إلى البلدان الصغيرة والريف، حيث لجأت إلى حرب العصابات. حتى تمكن الجيش الحكومي ـ الذي بلغ عدد رجاله 50,000، الأكبر حجمًا والأفضل إعدادًا ـ من سحقهم.
وفي 12 أغسطس توفي جريفيث فجأة. وقتل كولنز في كمين نصب له في 22 من الشهر نفسه.
وكان أمل كولنز في المصالحة مستمرًا حتى موته. وكان لخلفه رئيس الحكومة المؤقتة وليم كوسجريف تعاطف قليل مع خصومه. ولجأت حكومته إلى سياسة إعدام المسجونين بعد محاكمتهم أمام محكمة عسكرية، وكان من أشهر ضحايا هذه السياسة روبرت إرسكن تشايلدرز، مدير الدعاية للقوات المناهضة للاتفاقية، حيث أطلق عليه النار في نوفمبر 1922. وبطريقة جماعية تم إعدام أربعة من كبار المسجونين المعارضين للاتفاقية، من بينهم روري أوكنور في الثامن من ديسمبر انتقامًا لاغتيال نائب برلماني مؤيد للمعاهدة في اليوم السابق. ويختلف المؤرخون حول آثار السياسـة التي أدت إلى إعـدام 77 سجينًا خلال الحرب. ويعتقد بعضهم أن الإعدامات قوّت من عزيمة الجنود غير النظاميين على المقاومة. ويعتقد آخرون أن الخوف من الإعدامات الانتقامية هو وحده الذي منع انتشار اغتيال المدنيين بصورة واسعة.
تم للقوات الحكومية القضاء على الجنود غير النظاميين تدريجيًا في سلسلة مستمرة من العمليات الانتقامية وإن كانت على نطاق ضيق، فقد ارتكبت بعض الفظائع من كلا الجانبين، وأقرّ دي فاليرا بعدم جدوى الصراع المستمر. لكنه لم يمارس نفوذًا على القادة العسكريين المناهضين للمعاهدة، الذين كان العديد منهم يحتقرونه لكونه مجرد سياسي. ولم يستطع دي فاليرا استعادة شيء من نفوذه على العسكريين إلا بعد أن قتل ليام لينش، كبير المناهضين للمعاهدة في أبريل 1923. وفي 27 أبريل 1923 أعلن الجنود غير النظاميين تعليق الصراع. ولم يكن ماحدث استسلامًا رسميًا من قِبَل الجنود غير النظاميين، بل غمدًا للسلاح انتظارًا لظروف أكثر ملاءمة.

## نتائج الحرب

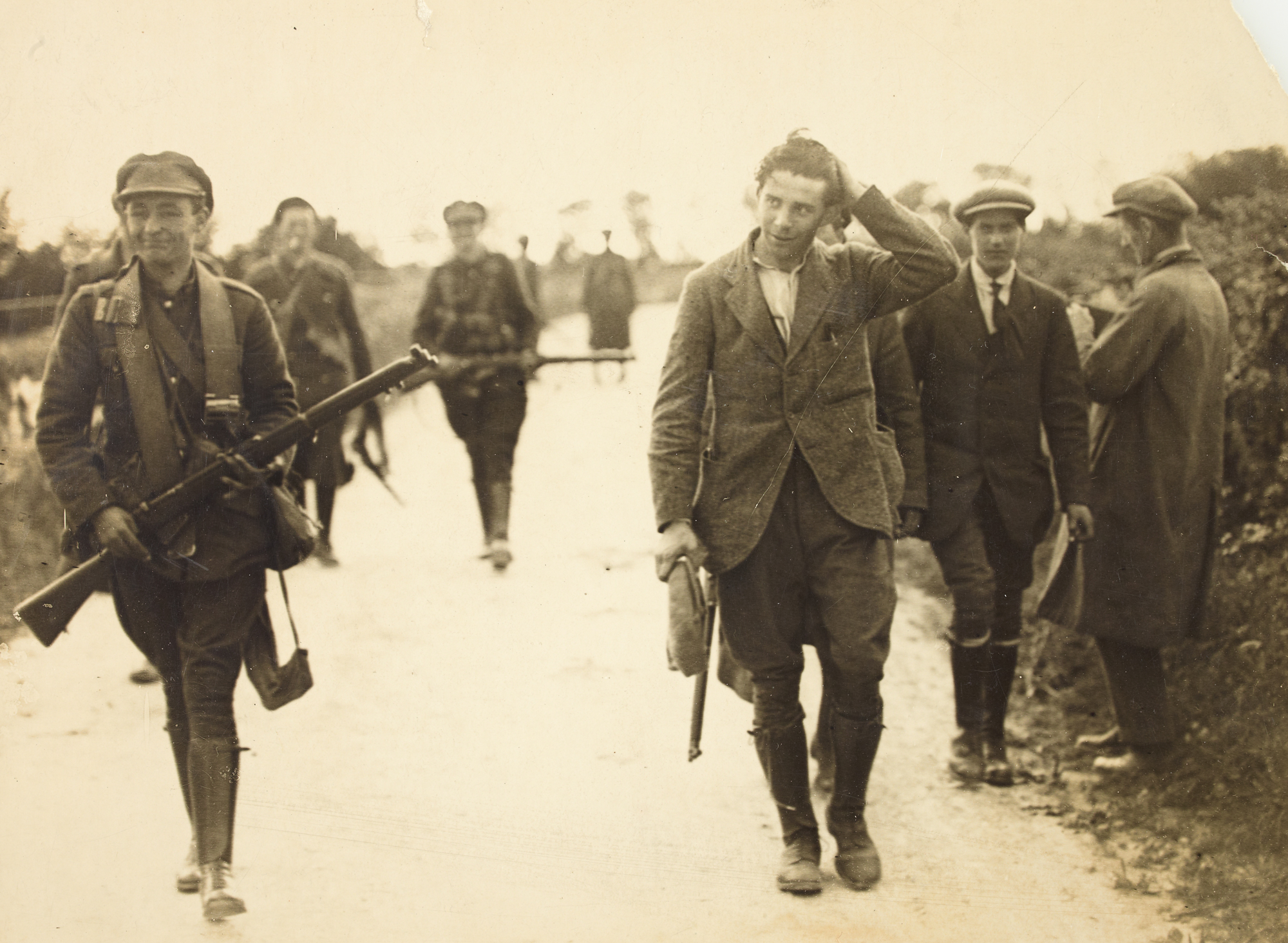
جنود الجيش الوطني برفقة مساجين الجيش الجمهوري الايرلندي.

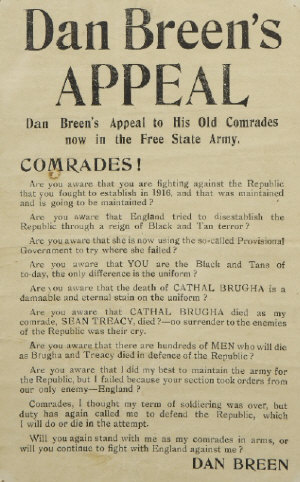
نداء دان برين لقوات الدولة الحرة

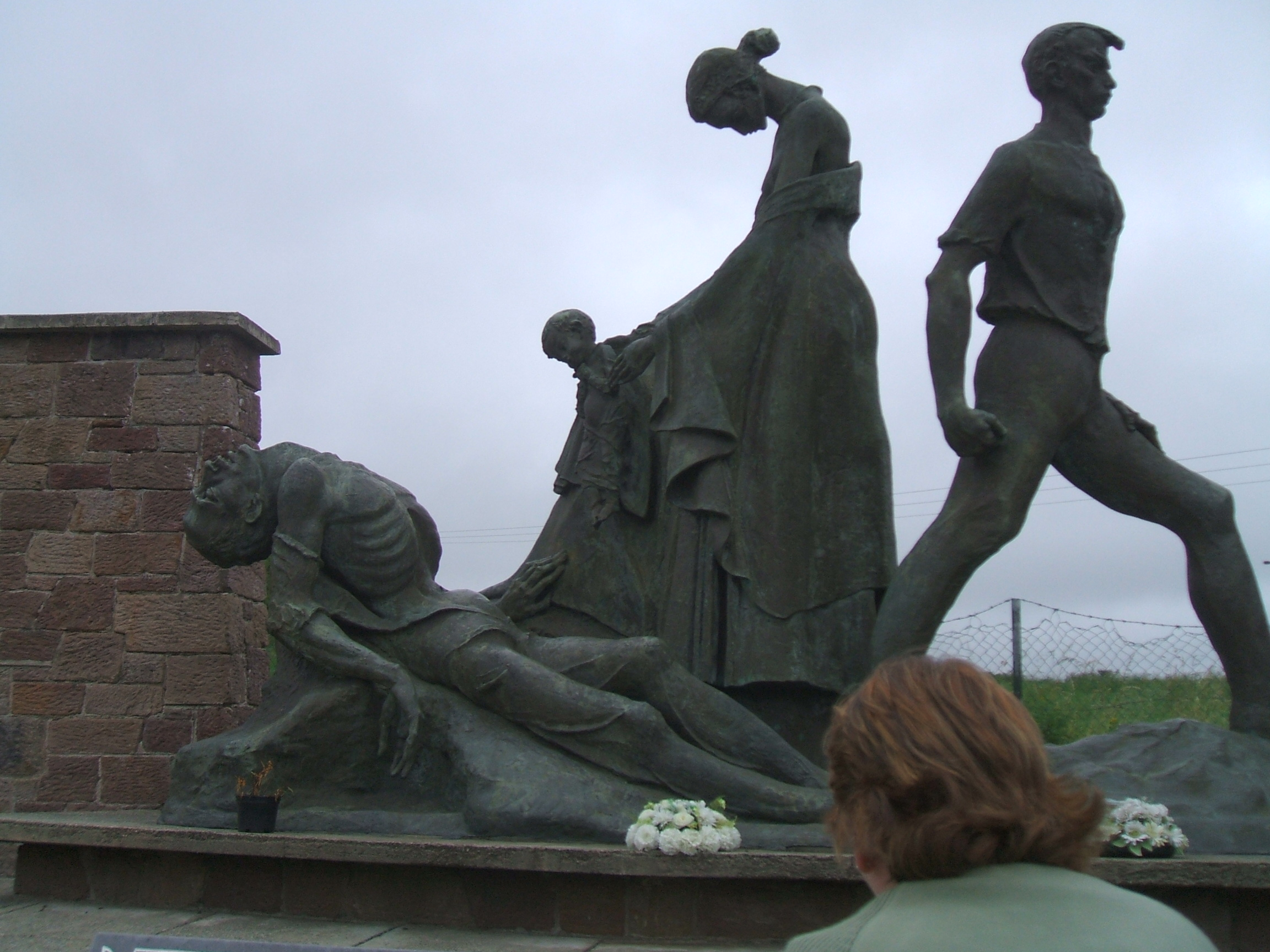
نصب تذكاري للجنود الجمهوريين الذين اعدمتهم القوات الحكومية الحرة في باليسيدي، مقاطعة كيري. تصميم يان غوليت.

كانت النتيجة المباشرة للحرب هي سجن أكثر من 10,000 جندي غير نظامي، من بينهم دي فاليرا. ومضى كوسجريف في مهمته التاريخية لبناء الدولة. لكن حكومته واجهت انتكاسة عام 1925. عندما خيبت لجنة الحدود كل الآمال الوطنية، ولم تقم بأي تغيير في الحدود بين أيرلندا الشمالية وأيرلندا الجنوبية. ودخل دي فاليرا في نهاية الأمر برلمان الشن فين عام 1927 وأدى القسم الذي كان قد رفضه من قبل، وعدّه معادلة فارغة. وكسب دي فاليرا الانتخابات لعام 1932. وخلال السنوات الست التالية ألغى القسم، وأزال منصب الحاكم العام من الدستور، وأدخل دستوره الجمهوري الجديد عام 1937. وبعد مفاوضات مع نيفيل تشمبرلين عام 1938 استعاد الموانئ التي كان البريطانيون يتخذونها قواعد بحرية.
حال انتصار الحكومة خلال الحرب دون ظهور حكم عسكري مطلق، وساعد على إنشاء الدولة على أسس ديمقراطية، غير أن المستفيد الحقيقي على المدى الطويل كان دي فاليرا. إذ إن أخطر أعدائه وكذلك أخطر أصدقائه كانوا قد ماتوا أو قتلوا أثناء الحرب. وقد مكنه ذلك أن يعتمد بعدئذ على ما أنجزه كوسجريف، غير أن المرارة التي خلفتها الحرب الأهلية ظلت مستمرة لعشرات السنين، والانقسام الرئيسي الذي حدث بين حزب دي فاليرا (فيانا فيلي) وحزب كوسجريف (فاين جايل) وتعمق خلال الحرب، ظلت آثاره باقية حتى الآن.